# Poperô
Poperô é uma gíria usada por jovens  para definir a dance music, onde os mesmos frequentavam clubes e baladas nos anos 80.
Ficou conhecida também no Brasil pela década de 90 a 2000. O termo, que é um tanto pejorativo tornou-se popularmente conhecido no Brasil, depois que a canção Pump Up The Jam, do grupo belga Technotronic, ganhou os clubes de todo o mundo, inclusive no Brasil.
Em 2015 a banda de tecnobrega Uó lança o álbum Veneno, sendo que a última faixa chama-se "Poperô" e trata significativamente de DJs, baladas, festas e clubes.